# ژانه ژرژ
ژانه ژرژ (فرانسوی: Janet Georges‎؛ زادهٔ ۵ ژانویهٔ ۱۹۷۹) وزنه‌بردار دسته ۶۹ کیلوگرم اهل سیشل است که در بازی‌های کشورهای همسود سال‌های ۲۰۰۶ و ۲۰۱۰ به ترتیب برندهٔ ۱ مدال برنز و ۱ مدال نقره شده‌است.